# Championnats du monde de cyclisme sur route 1977
Navigation
Ostuni 1976 Nürburg 1978
Les championnats du monde de cyclisme sur route 1977 ont eu lieu du 31 août au 4 septembre 1977 à San Cristóbal au Venezuela. 

## Déroulement
C'est la deuxième fois après Montevideo (Uruguay) en 1968 que les mondiaux se déroulent en Amérique du Sud. C'est également le deuxième championnat du monde organisé hors Europe, dans un sport qui n'allait alors que rarement au-delà du vieux continent.
Parmi les professionnels, on compte au départ à San Cristóbal 89 coureurs, dont 33 terminent la courser. Le magazine « Radsport » a décrit le tracé comme « l'un des pires parcours jamais vu sur les championnats du monde ».  Le circuit de 17 kilomètres, accidenté et urbain, est à faire à 15 reprises, soit un total de 255 kilomètres. Les conditions météorologiques sont très difficiles et freinent les attaquants en début de course. L'arrivée a lieu sous des pluies torrentielles. La course oppose d'un côté les gloires d'antan comme Felice Gimondi, Raymond Poulidor et Eddy Merckx, les protagonistes de la précédente édition Francesco Moser, Freddy Maertens, Dietrich Thurau et Hennie Kuiper et des futurs champions comme Giuseppe Saronni et Bernard Hinault. Lors de l'avant-dernier tour l'Allemand Dietrich Thurau attaque alors qu'il figure au sein d'un groupe de 14 coureurs. Il est rejoint par l'Italien Francesco Moser. Moser prend sa revanche sur l'année précédente et s'impose au sprint. Franco Bitossi complète le podium. Le multiple champion du monde Eddy Merckx, termine son dernier championnat du monde à la 33e et dernière place, juste derrière le Français Raymond Poulidor.
Le contre-la-montre par équipes s'est déroulé à La Fría, sur 80 kilomètres. À environ 800 mètres d'altitude, le climat tropical et humide est handicapant pour de nombreux coureurs. L'équipe de l'URSS victorieuse avait pris ses précautions en s'installant trois semaines auparavant à La Fria. 
Chez les féminines, c'est la Française Josiane Bost qui s'impose en solitaire sur une course de 80 kilomètres. Elle s'échappe en partant au train à la mi-course et n'est jamais reprise. Elle raconte :  « Quand je me suis retournée, j’ai vu que j'avais fait le trou ».
Claudio Corti devient au sprint champion du monde amateurs sur un parcours de 170 kilomètres. Il permet à l'Italie de terminer en tête du classement des médailles avec deux titres et cinq médailles au total.

## Résultats
| Épreuves :                                       | Or                                                                                     | Or              | Argent                                                            | Argent       | Bronze                                                                  | Bronze       |
| Épreuves masculines                              |                                                                                        |                 |                                                                   |              |                                                                         |              |
| Hommes - course en ligne                         | Francesco Moser Italie                                                                 | 6 h 36 min 24 s | Dietrich Thurau Allemagne de l'Ouest                              | à 0 s        | Franco Bitossi Italie                                                   | à 1 min 19 s |
| Hommes - amateurs - course en ligne              | Claudio Corti Italie                                                                   | 4 h 21 min 15 s | Sergueï Morozov Union soviétique                                  | à 0 s        | Salvatore Maccali Italie                                                | à 6 s        |
| Hommes - amateurs - contre-la-montre par équipes | Union soviétique Valeri Tchaplyguine Aavo Pikkuus Vladimir Kaminski Anatoli Tchoukanov | 2 h 10 min 39 s | Italie Mirko Bernardi Mauro De Pellegrin Vito Da Ros Dino Porrini | à 2 min 28 s | Pologne Tadeusz Mytnik Mieczysław Nowicki Stanisław Szozda Czesław Lang | à 2 min 50 s |
| Épreuve féminine                                 |                                                                                        |                 |                                                                   |              |                                                                         |              |
| Femmes - course en ligne                         | Josiane Bost France                                                                    | 1 h 22 min 41 s | Connie Carpenter États-Unis                                       | à 1 min 48 s | Minnie Brinkhof Pays-Bas                                                | à 1 min 48 s |

## Tableau des médailles
| Rang  | Nation               | Or | Argent | Bronze | Total |
| ----- | -------------------- | -- | ------ | ------ | ----- |
| 1     | Italie               | 2  | 1      | 2      | 5     |
| 2     | Union soviétique     | 1  | 1      | 0      | 2     |
| 3     | France               | 1  | 0      | 0      | 1     |
| 4     | Allemagne de l'Ouest | 0  | 1      | 0      | 1     |
| 4     | États-Unis           | 0  | 1      | 0      | 1     |
| 6     | Pays-Bas             | 0  | 0      | 1      | 1     |
| 6     | Pologne              | 0  | 0      | 1      | 1     |
| Total | Total                | 4  | 4      | 4      | 12    |